# 규슈여객철도 키하 71계 기동차
키하 71계 기동차(일본어: キハ71系気動車:きはななじゅういちけいきどうしゃ 키하나나쥬이치케이키도우샤[*])는 규슈여객철도(JR 규슈)의 특급형 기동차이다. 키하 58계 및 키하 65계를 "유후인노모리" 용으로 개조한 것으로, "유후인노모리 1세"(ゆふいんの森I世)라고도 불린다.
1989년에 굿디자인 상품(당시)으로 선정되었다.

## 같이 보기
- 조이풀 트레인